# Wiesel
El Wiesel es un vehículo blindado ligero sobre orugas aerotransportable de origen alemán. Su misión principal es de vehículo blindado de combate. Por su forma, tamaño y función es similar a las tanquetas. De hecho, es la única tanqueta moderna en servicio en Europa occidental. Existen diferentes variantes divididas en dos familias principales correspondientes a la primera versión Wiesel 1 y la segunda, más grande y mejorada Wiesel 2.
El Wiesel ha sido utilizado por el ejército alemán en diversas misiones en el extranjero (UNOSOM II, IFOR, SFOR, KFOR, TFH, ISAF.

## Historia
El Wiesel fue desarrollado para el ejército alemán para satisfacer el requisito de los años setenta un vehículo blindado ligero transportable para el uso por sus tropas aerotransportadas, pues la infantería de la Bundeswehr, especialmente la infantería aerotransportada, se consideró no preparada para luchar con éxito contra los tanques enemigos (MBT). Los requisitos eran que el vehículo debía caber en aviones de transporte comunes  de la OTAN y también ser desplegado con paracaídas. Debía ser capaz de luchar contra la infantería, así como contra tanques o aviones enemigos. Porsche produjo algunos prototipos del futuro vehículo de combate para el Ejército alemán en 1975, pero las Bundeswehr paró el proyecto en 1978 debido a la falta de fondos. Sin embargo, Porsche continuó el desarrollo, debido al interés de otros países. 
El Ejército alemán finalmente ordenó 343 de los vehículos en 1985. El Wiesel fue introducido como nuevo sistema de armas para el Bundeswehr con las entregas que comenzaban a finales de la década de 1980. El vehículo fue nombrado Wiesel ("comadreja") debido a su pequeño tamaño y agilidad, que lo hacen muy difícil de detectar en el campo de batalla. La producción del Wiesel 1 finalizó en 1993. De los 343 vehículos Wiesel 1, 210 estaban armados con el sistema de misiles antitanque TOW de la Raytheon Company y 133 tenían la torreta KUKA E6-II-A1 de un solo hombre, armada con el cañón automático Rheinmetall MK 20 Rh 202 de 20 mm de doble alimentación. Alemania desplegó ambos tipos en Somalia en 1993 como parte de las fuerzas de las Naciones Unidas que intervinieron en la guerra civil somalí.
El Wiesel 2 es una versión agrandada y mejorada del Wiesel 1 con cinco ruedas de rodaje en lugar de cuatro y un motor más potente. La Bundeswehr ordenó 178 vehículos nuevos de varios tipos, entre ellos una versión de defensa antiaérea, de radar y otra lanzadora de misiles antiaéreos, una versión portamortero de 120 mm, de mando y de control de disparo, además de las variantes de ambulancia. El Wiesel 2 entró en servicio en 2001.

## Configuración
Según cada configuración, el Wiesel 1 tiene una longitud de 3,55 m, una altura de 1,82 m y un ancho de 1,82 m. Con un peso de 2,75 t, es menos pesado que la variante blindada del Humvee estadounidense. Su motor es un Audi diésel de 2,1 l, que le otorga una velocidad máxima de 70 km/h. Puede vadear un arroyo de 50 cm de profundidad y cruzar una trinchera de 1,20 m de ancho. Fue fabricado por la Rheinmetall AG.
Su casco está hecho de planchas de acero y puede resistir los disparos de armas de 5,56 mm y 7,62 mm, así como las esquirlas de obús. Se probó el lanzamiento en paracaídas del vehículo desde un avión, pero no tuvo éxito; se destruyeron cuatro vehículos de prueba. Sin embargo, el Wiesel puede ser transportado por helicópteros, con un solo Sikorsky CH-53 Sea Stallion llevando dos vehículos a la vez; los aviones de transporte pueden llevar en su bodega cuatro o más Wiesel.
El más grande Wiesel 2 tiene casi el doble de volumen interno que su predecesor, con una longitud de 4,78 m, una altura de 2,17 m (según el tipo) y un ancho de 1,87 m. Pesa 4,78 t en su configuración más pesada.

## Wiesel 1

### Variantes en servicio
- Wiesel 1 Aufklärung: reconocimiento
- Wiesel 1 ATM TOW: cazatanques armado con misiles BGM-71 TOW.
  - Wiesel 1 TOW: Actualizado con BMS.
- Wiesel 1 MK20: versión de fuego de apoyo, armado con un cañón automático Rheinmetall MK 20 Rh 202 de 20 mm.
  - Wiesel 1 MK20 Variant 1: Actualizado con nueva mira telescópica.
  - Wiesel 1 MK20 Variant 2: Actualizado con BMS.
- Wiesel 1 radiocontrolado y equipado con un georradar, como parte del Route Clearance System.

### Prototipos y proyectos
- Wiesel 1 ATM TOW de reamunicionamiento: transporte equipado con soportes para misiles TOW.
- Wiesel 1 BTM-208: equipado con una torreta SAMM BTM-208, armada con una Browning M2 de 12,7 mm y una Rheinmetall MG3 de 7,62 mm.
- Wiesel 1 ATM HOT: cazatanques armado con misiles Euromissile HOT.
- Wiesel 1 ATM HOT Variant 1: equipado con una torreta UTM-800.
- Wiesel 1 Radar: equipado con un radar multipropósito RATAC-S.
- Wiesel 1 MK25: versión armada con un cañón automático de 25 mm.

## Wiesel 2
El Wiesel 2 es una versión agrandada del Wiesel 1, con cinco ruedas de rodaje. Su motor fue reemplazado por un motor diésel Volkswagen de cuatro cilindros en línea con turbocargador, inyección directa e intercooler, con una potencia de 81 kW y conectado a una caja de cambios automática ZF. En general es más grande, veloz y resistente que el Wiesel 1, con características avanzadas para la protección de sus tripulantes tales como blindaje mejorado, sistema de aire acondicionado y protección AQB. 
- Wiesel 2 Sistema Antiaéreo Ligero (leichtes Flugabwehr System - LeFlaSys).
  - Wiesel 2 Mando de Defensa Antiaérea
  - Wiesel 2 Vehículo de Reconocimiento y control de disparo antiaéreo (RFCV): equipado con un radar antiaéreo.
  - Wiesel 2 Air Defence Weapon Carrier (Ozelot): armado con lanzamisiles antiaéreos (dos lanzadores que contienen cuatro misiles FIM-92 Stinger, o alternativamente, una serie de lanzadores verticales de misiles LFK NG)
- Wiesel 2 Ambulancia
- Wiesel 2 Reconocimiento de Ingenieros: Vehículo de ingenieros militares
- Wiesel 2 Puesto de Mando: Vehículo de mando
- Wiesel 2 Advanced Mortar System
  - Wiesel 2 Company C2/ JFSCT: Vehículo de mando y contro de disparo.
  - Wiesel 2 Lightweight Armoured Mortar: Vehículo armado con un mortero de 120 mm, equipado con sistema de puntería automático.
  - Wiesel 2 Joint Fire Support Team: Vehículo de reconocimiento.

### Prototipos y proyectos
- Wiesel 2 APC: Transporte blindado de personal (2 + 4 soldados)
- Wiesel 2 Argus: Vehículo de reconocimiento.
- Wiesel 2 Carrier: Vehículo de reamunicionamiento.
- Wiesel 2 Primus: Vehículo de reconocimiento y control de disparo.
- Wiesel 2 ATM HOT: cazatanques armado con misiles HOT.
- Wiesel 2 SYRANO: Sistema robótico para el ejército francés.
- Wiesel 2 RMK 30: prototipos armados con el cañón automático Rheinmetall RMK30.

## Galería

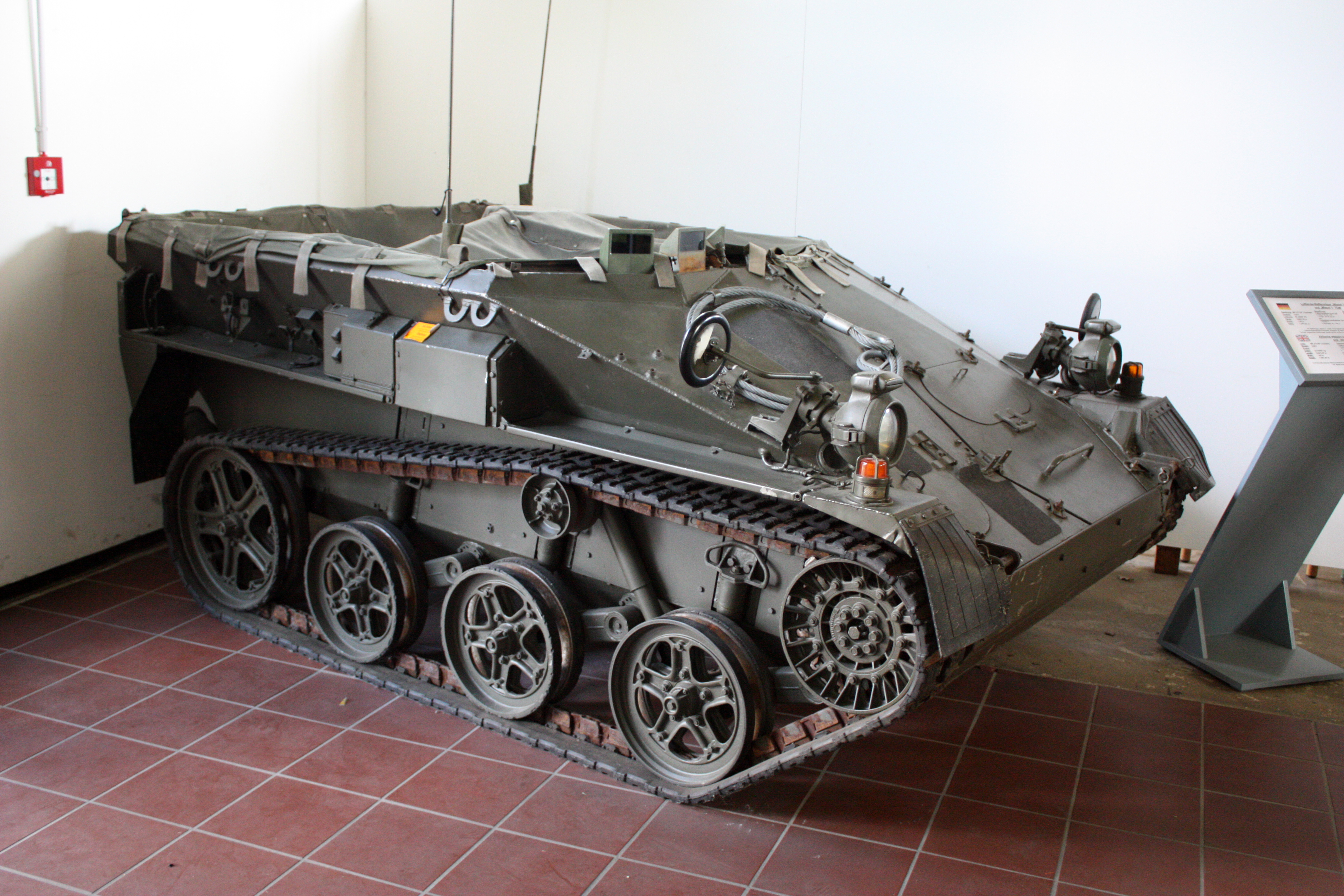
Prototipo del Wiesel 1.
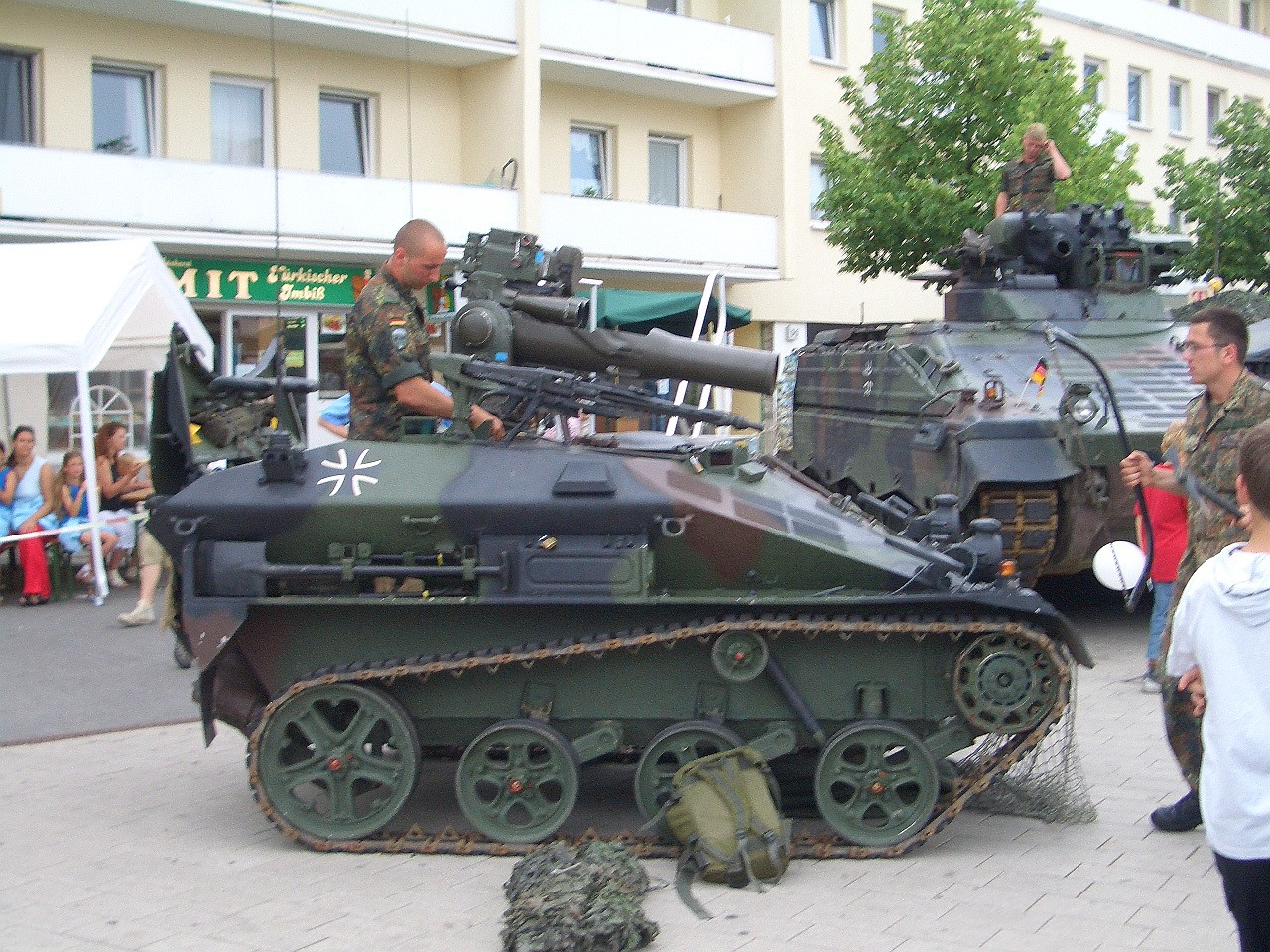
Wiesel 1 TOW.
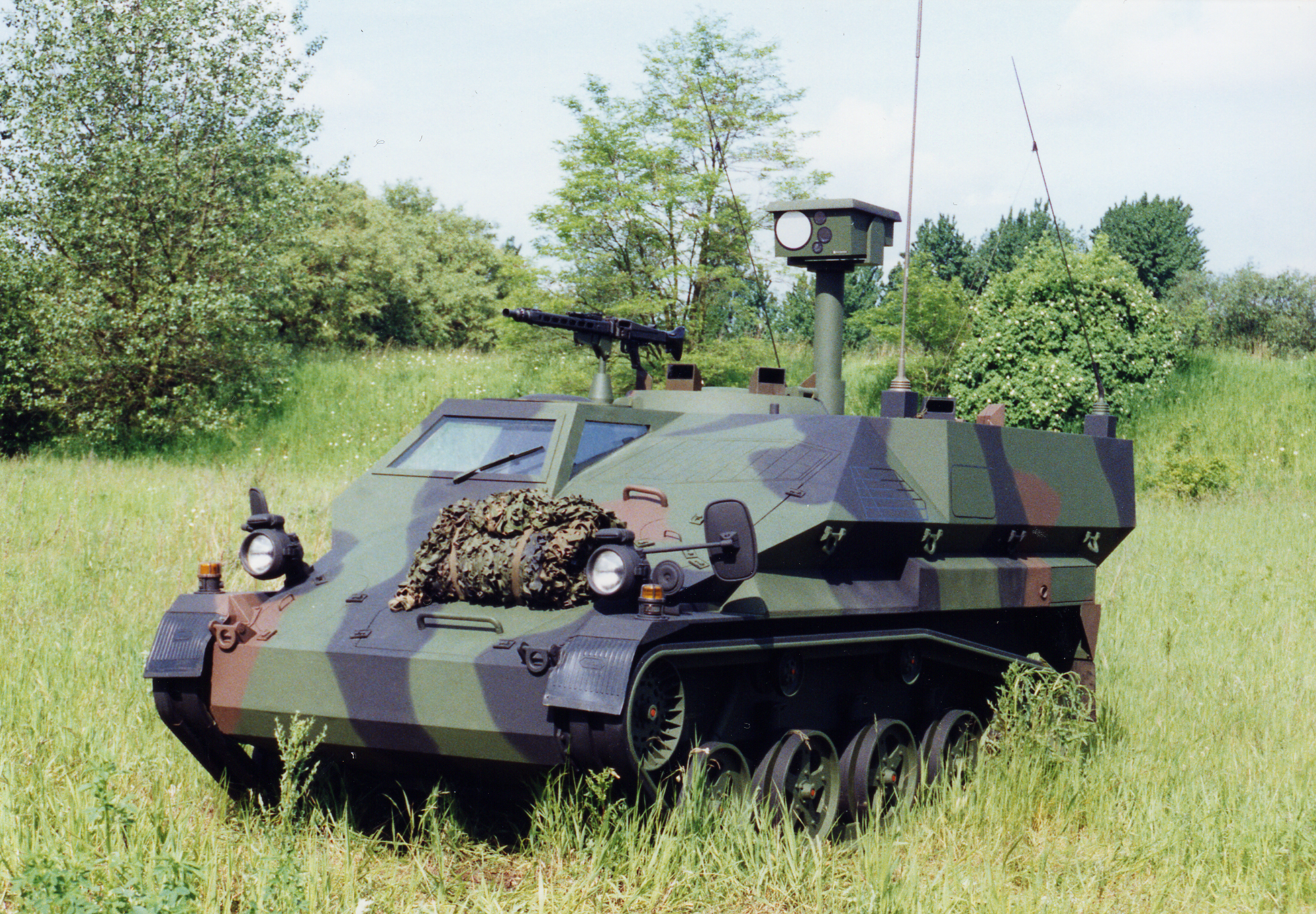
Vehículo de reconocimiento Wiesel 2 Argus.
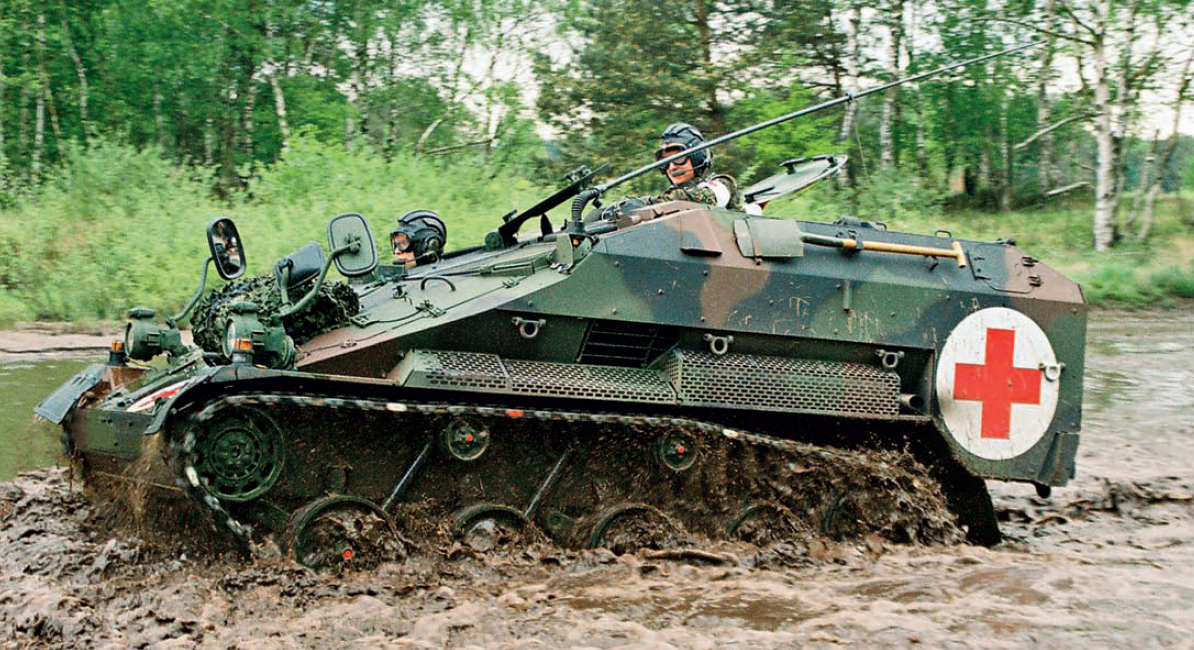
Ambulancia Wiesel 2.
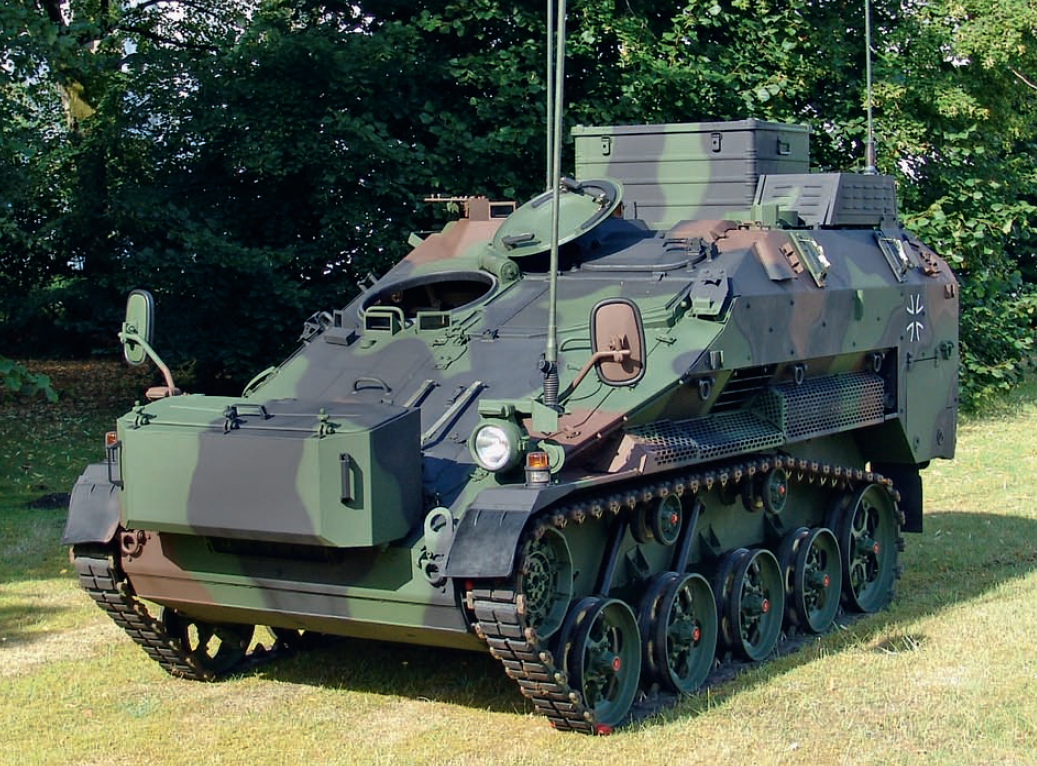
Wiesel 2 de mando.
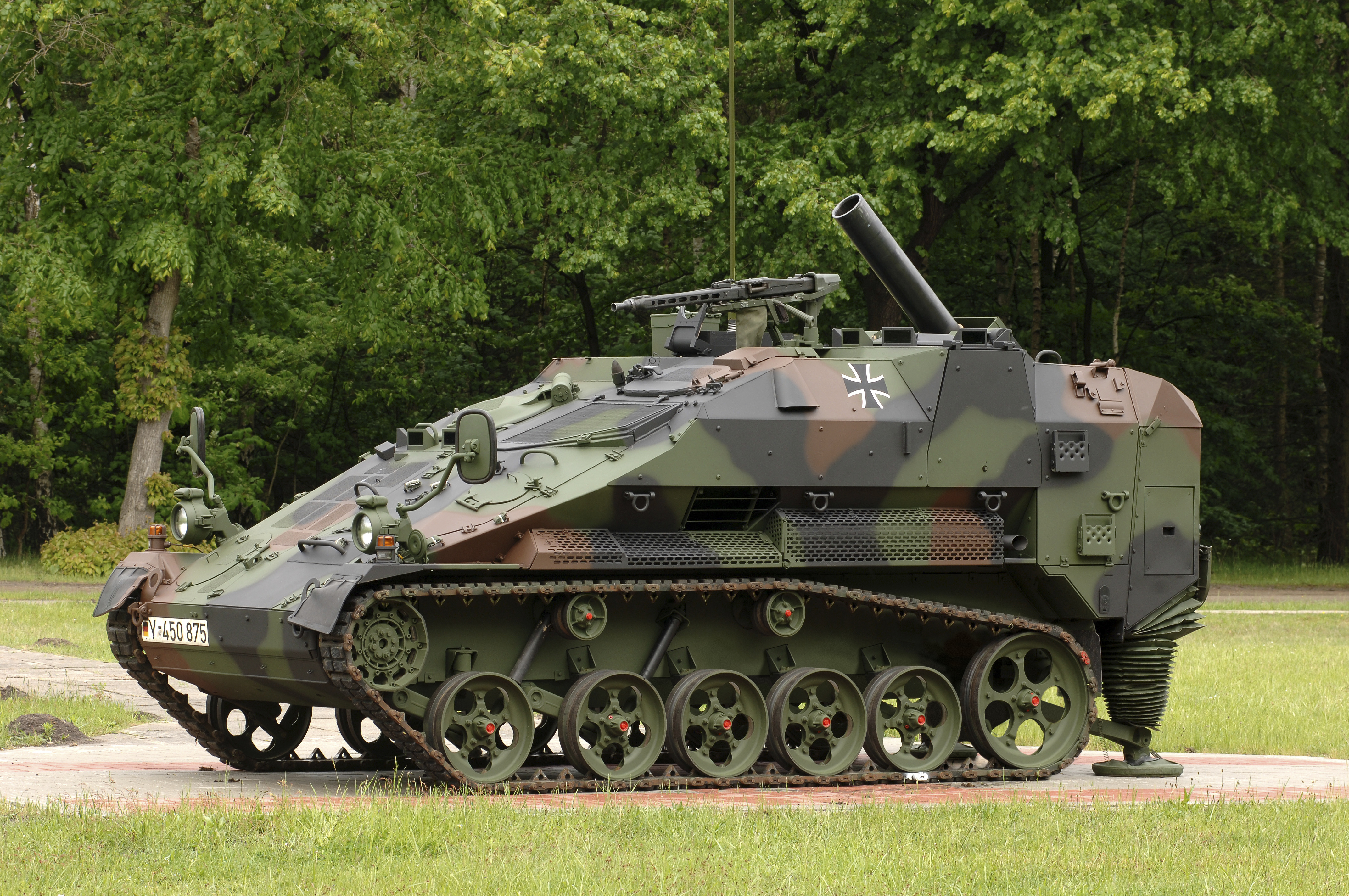
El Advanced Mortar System, un Wiesel 2 armado con mortero.
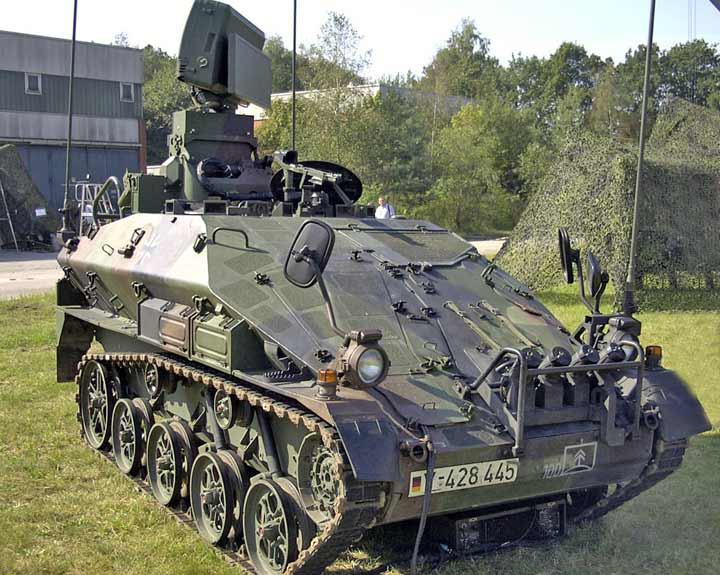
El Wiesel 2 para observación de defensa antiaérea y control de disparo del Light Air Defence System.
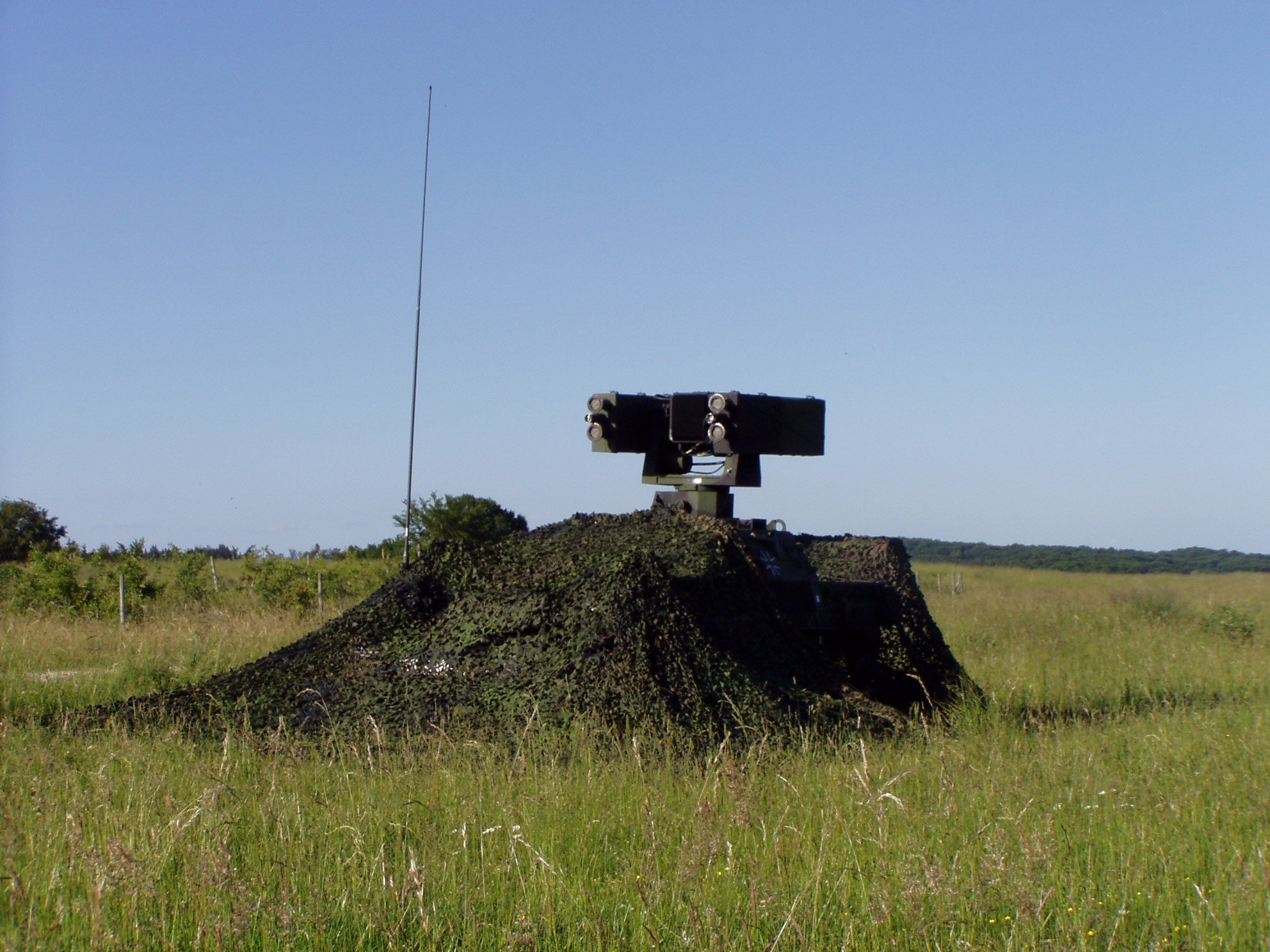
Sistema antiaéreo Ozelot, camuflado y en posición de disparo.
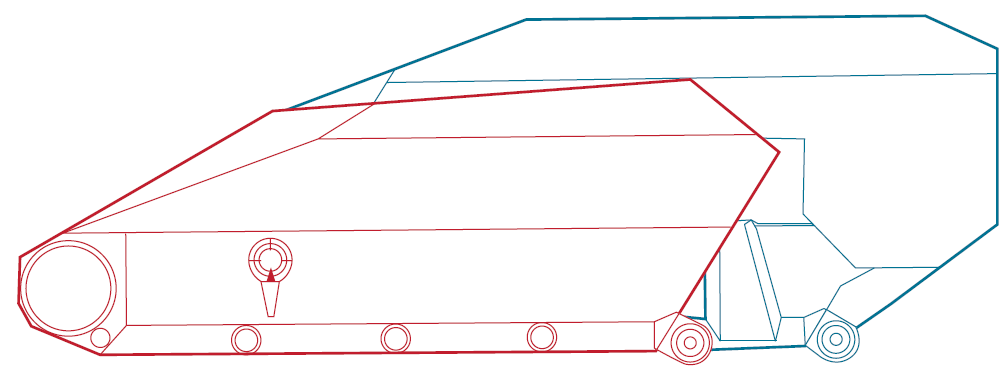
El perfil del Wiesel 1, superpuesto al del Wiesel 2.

## Usuarios

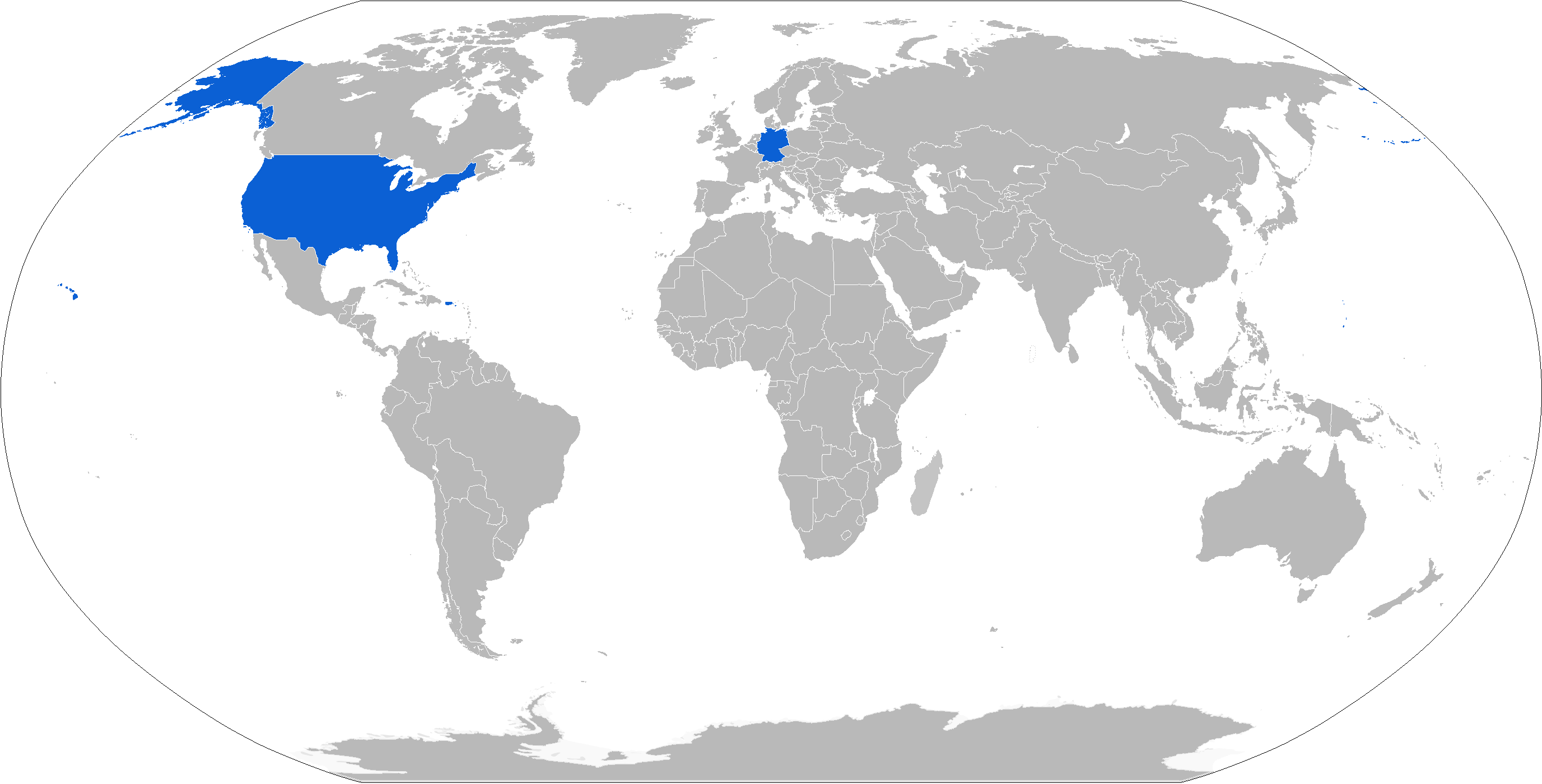
Mapa de los usuarios del Wiesel (en azul).

- Alemania: Ordenó 343 Wiesel 1 y 179 Wiesel 2 (148 suministrados).
- Estados Unidos: Ordenó 7 Wiesel 1 para pruebas de mando a distancia.[2]